# Europees kampioenschap voetbal onder 21 - 1994
Aan het Europees kampioenschap voetbal onder 21 van 1994 (kortweg EK voetbal -21) deden 32 teams mee. Het toernooi werd inclusief de kwalificatiewedstrijden tussen 1992 en 1994 gehouden. Bij deze editie was er voor het eerst sprake van een eindtoernooi op locatie. De halve finales, de verliezersfinale en de finale werden gespeeld in Frankrijk, bij die wedstrijden waren er geen dubbele confrontaties meer. De kwartfinales werden nog op de oude manier georganiseerd, via een thuis- en een uitduel. De winnaar van het toernooi was Italië, voor de tweede keer op rij.
Joegoslavië zou ook meedoen aan het toernooi, maar dit ging niet door omdat het verwikkeld was in conflicten met buurlanden. Rusland deed voor het eerst mee aan het toernooi, omdat de Sovjet-Unie niet meer bestond. De teams werden verdeeld in twee groepen van zes en vier van vijf. De groepswinnaars en de twee beste nummers twee stroomden door naar de kwartfinale.

## Kwalificatiegroepen
| Groep 1 | Groep 1     | Wed | W | G | V | DV | DT | Ptn |
| ------- | ----------- | --- | - | - | - | -- | -- | --- |
| 1       | Italië      | 8   | 7 | 0 | 1 | 16 | 6  | 21  |
| 2       | Portugal    | 8   | 5 | 2 | 1 | 18 | 4  | 17  |
| 3       | Zwitserland | 8   | 3 | 2 | 3 | 11 | 8  | 11  |
| 4       | Schotland   | 8   | 2 | 2 | 4 | 8  | 11 | 8   |
| 5       | Malta       | 8   | 0 | 0 | 8 | 1  | 25 | 0   |

| - Zwitserland 2-0 Schotland - Schotland 0-0 Portugal - Italië 1-0 Zwitserland - Zwitserland 4-0 Malta - Schotland 1-2 Italië - Malta 0-1 Italië - Malta 0-2 Portugal - Schotland 3-0 Malta - Portugal 2-0 Italië - Italië 3-0 Malta | - Zwitserland 1-1 Portugal - Malta 1-4 Zwitserland - Portugal 2-1 Schotland - Zwitserland 0-2 Italië - Portugal 7-0 Malta - Schotland 0-0 Zwitserland - Portugal 3-0 Zwitserland - Italië 5-2 Schotland - Malta 0-1 Schotland - Italië 2-1 Portugal |

| Groep 2 | Groep 2    | Wed | W | G | V  | DV | DT | Ptn |
| ------- | ---------- | --- | - | - | -- | -- | -- | --- |
| 1       | Polen      | 10  | 7 | 0 | 3  | 26 | 10 | 21  |
| 2       | Turkije    | 10  | 6 | 2 | 2  | 15 | 10 | 20  |
| 3       | Noorwegen  | 10  | 6 | 1 | 3  | 20 | 13 | 19  |
| 4       | Engeland   | 10  | 4 | 3 | 3  | 20 | 8  | 15  |
| 5       | Nederland  | 10  | 3 | 2 | 5  | 11 | 14 | 11  |
| 6       | San Marino | 10  | 0 | 0 | 10 | 3  | 40 | 0   |

| - Noorwegen 3-2 San Marino - Polen 3-0 Turkije - Noorwegen 1-0 Nederland - San Marino 0-3 Noorwegen - Engeland 0-2 Noorwegen - Nederland 1-3 Polen - Turkije 4-0 San Marino - Engeland 0-1 Turkije - Turkije 1-1 Nederland - Engeland 6-0 San Marino - Nederland 0-1 Turkije - San Marino 0-2 Turkije - Nederland 3-0 San Marino - Turkije 0-0 Engeland - Polen 7-0 San Marino | - Noorwegen 5-2 Turkije - Engeland 3-0 Nederland - San Marino 0-5 Polen - Polen 1-4 Engeland - Noorwegen 1-1 Engeland - Nederland 2-1 Noorwegen - Engeland 1-2 Polen - Noorwegen 3-1 Polen - San Marino 1-3 Nederland - Polen 2-0 Noorwegen - Nederland 1-1 Engeland - Turkije 1-0 Polen - Turkije 3-1 Noorwegen - Polen 2-0 Nederland - San Marino 0-4 Engeland |

| Groep 3 | Groep 3    | Wed | W | G | V | DV | DT | Ptn |
| ------- | ---------- | --- | - | - | - | -- | -- | --- |
| 1       | Spanje     | 8   | 7 | 1 | 0 | 15 | 4  | 22  |
| 2       | Duitsland  | 8   | 5 | 0 | 3 | 20 | 8  | 15  |
| 3       | Denemarken | 8   | 4 | 0 | 4 | 12 | 9  | 12  |
| 4       | Albanië    | 8   | 1 | 2 | 5 | 5  | 18 | 5   |
| 5       | Ierland    | 8   | 1 | 1 | 6 | 7  | 20 | 4   |

| - Spanje 1-1 Albanië - Ierland 3-1 Albanië - Denemarken 3-2 Ierland - Albanië 0-1 Duitsland - Spanje 2-1 Ierland - Duitsland 1-2 Spanje - Duitsland 4-1 Albanië - Ierland 0-1 Duitsland - Duitsland 8-0 Ierland - Denemarken 0-1 Spanje | - Denemarken 1-4 Duitsland - Ierland 0-2 Denemarken - Albanië 1-1 Ierland - Denemarken 5-0 Albanië - Albanië 1-0 Denemarken - Albanië 0-3 Spanje - Duitsland 0-1 Denemarken - Ierland 0-2 Spanje - Spanje 1-0 Denemarken - Spanje 3-1 Duitsland |

| Groep 4 | Groep 4           | Wed | W | G | V | DV | DT | Ptn |
| ------- | ----------------- | --- | - | - | - | -- | -- | --- |
| 1       | Tsjecho-Slowakije | 8   | 6 | 1 | 1 | 16 | 4  | 19  |
| 2       | Roemenië          | 8   | 5 | 0 | 3 | 13 | 10 | 15  |
| 3       | België            | 8   | 4 | 1 | 3 | 9  | 7  | 13  |
| 4       | Wales             | 8   | 3 | 2 | 3 | 16 | 16 | 11  |
| 5       | Cyprus            | 8   | 0 | 0 | 8 | 4  | 21 | 0   |

| - België 3-0 Cyprus - Roemenië 2-3 Wales - Tsjecho-Slowakije 1-0 België - Cyprus 2-4 Wales - België 1-0 Roemenië - Roemenië 1-0 Tsjecho-Slowakije - België 3-1 Wales - Cyprus 0-2 Roemenië - Cyprus 0-1 België - Cyprus 0-2 Tsjecho-Slowakije | - Wales 0-0 België - Roemenië 1-0 Cyprus - Tsjecho-Slowakije 1-1 Wales - Tsjecho-Slowakije 4-2 Roemenië - Wales 0-4 Tsjecho-Slowakije - Roemenië 3-1 België - Wales 6-2 Cyprus - Tsjecho-Slowakije 2-0 Cyprus - Wales 1-2 Roemenië - België 0-2 Tsjecho-Slowakije |

| Groep 5 | Groep 5     | Wed | W | G | V | DV | DT | Ptn |
| ------- | ----------- | --- | - | - | - | -- | -- | --- |
| 1       | Rusland     | 8   | 6 | 2 | 0 | 25 | 4  | 20  |
| 2       | Griekenland | 8   | 6 | 2 | 0 | 23 | 6  | 20  |
| 3       | IJsland     | 8   | 3 | 0 | 5 | 11 | 17 | 9   |
| 4       | Hongarije   | 8   | 2 | 1 | 5 | 8  | 16 | 7   |
| 5       | Luxemburg   | 8   | 0 | 1 | 7 | 2  | 26 | 1   |

| - Griekenland 3-0 IJsland - Hongarije 3-2 IJsland - Luxemburg 0-0 Hongarije - IJsland 1-3 Griekenland - Rusland 5-0 IJsland - Rusland 2-1 Luxemburg - Griekenland 2-1 Hongarije - Griekenland 6-0 Luxemburg - Hongarije 1-2 Griekenland - Luxemburg 0-6 Rusland | - Rusland 2-0 Hongarije - Luxemburg 1-3 IJsland - Rusland 1-1 Griekenland - IJsland 0-1 Rusland - IJsland 2-1 Hongarije - Hongarije 0-6 Rusland - IJsland 3-0 Luxemburg - Luxemburg 0-4 Griekenland - Hongarije 2-0 Luxemburg - Griekenland 2-2 Rusland |

| Groep 6 | Groep 6    | Wed | W | G | V | DV | DT | Ptn |
| ------- | ---------- | --- | - | - | - | -- | -- | --- |
| 1       | Frankrijk  | 10  | 8 | 1 | 1 | 20 | 6  | 25  |
| 2       | Zweden     | 10  | 4 | 4 | 2 | 21 | 8  | 16  |
| 3       | Finland    | 10  | 4 | 2 | 4 | 10 | 13 | 14  |
| 4       | Bulgarije  | 10  | 4 | 2 | 4 | 9  | 13 | 14  |
| 5       | Israël     | 10  | 3 | 1 | 6 | 17 | 16 | 10  |
| 6       | Oostenrijk | 10  | 1 | 2 | 7 | 8  | 29 | 5   |

| - Finland 0-0 Bulgarije - Finland 1-0 Zweden - Bulgarije 0-1 Frankrijk - Zweden 6-0 Bulgarije - Frankrijk 6-1 Oostenrijk - Oostenrijk 1-5 Israël - Israël 1-1 Zweden - Frankrijk 1-2 Finland - Israël 1-2 Bulgarije - Israël 1-2 Frankrijk - Oostenrijk 0-1 Frankrijk - Oostenrijk 2-0 Bulgarije - Bulgarije 3-1 Finland - Frankrijk 2-1 Zweden - Bulgarije 1-0 Israël | - Finland 2-0 Oostenrijk - Zweden 1-1 Oostenrijk - Zweden 4-1 Israël - Finland 1-0 Israël - Zweden 1-1 Frankrijk - Oostenrijk 2-2 Finland - Finland 0-1 Frankrijk - Bulgarije 0-0 Zweden - Bulgarije 3-0 Oostenrijk - Zweden 4-0 Finland - Frankrijk 3-0 Israël - Israël 6-0 Oostenrijk - Israël 2-1 Finland - Oostenrijk 1-3 Zweden - Frankrijk 2-0 Bulgarije |

## Knock-outfase
Vanaf de halve finales werd het toernooi gespeeld in Frankrijk.
| Kwartfinales - Frankrijk 2-0 Rusland - Rusland 0-1 Frankrijk Frankrijk won in totaal met 3-0 - Italië 3-0 Tsjecho-Slowakije - Tsjecho-Slowakije 1-0 Italië Italië won in totaal met 3-1 - Polen 1-3 Portugal - Portugal 2-0 Polen Portugal won in totaal met 5-1 - Spanje 0-0 Griekenland - Griekenland 2-4 Spanje Spanje won in totaal met 4-2 | Halve finales - Portugal 2-0 Spanje in Nîmes Portugal ging naar de finale - Frankrijk 0-0 Italië in Montpellier Italië won met 5-3 na penalty's en ging naar de finale | Verliezersfinale - Spanje 2-1 Frankrijk in Nîmes Spanje werd derde Frankrijk werd vierde | Finale - Italië 1-0 Portugal in Montpellier Italië werd kampioen Portugal werd tweede |